# النشاط الاقتصادي في القطيف
كانت القطيف إحدى أكبر الواحات في شرق الجزيرة العربية نظراً لكثرة عيونها ومياهها الجوفية وموقعها الإستراتيجي الهام جعل منها محطة وصل بين الهند وشبه الجزيرة العربية، إضافةً إلى أنها كانت سابقاً تمتاز بكثرة قراها وبلدانها وسُكّانها نسبةً لباقي المناطق، وهذا الاستقرار البشري الدائم أدى إلى وجود تنوع اقتصادي كبير، فعمل سُكان القرى الساحلية على صيد الأسماك واستخراج اللؤلؤ والتجارة البحرية مع البلدان المجاورة، وبذلك يكون احتكاكهم مع المناطق الخارجية أكثر من غيرهم، أما سكان القرى الداخلية فعملوا على الزراعة والصناعات اليدوية كصناعة الحصر، والخوص، والفخار. وهذا التنوع الاقتصادي جعلها مميزة عن باقي المناطق المجاورة، فأخذ التُجّار والبدو الرحل بالمتاجرة مع القطيف، وتطوّرت مع الوقت الأنشطة الزراعية والتجارية والحرفية وصيد الأسماك واللؤلؤ، وظهرت طرق متعددة بين السكان لصيد الأسماك والزراعة.
كان إنتاج التمور والزراعة وصيد الأسماك واستخراج اللؤلؤ يُشَكِّل أَهَم مَورد اقتِصَادي للقَطِيف فِيمَا مَضَى، حيث كان يصدر منها إلى البحرين والعراق وعمان والهند وبلاد الخليج التمور وشراب البلح والأخشاب وبعض موارد الوقود كجريد النخل وتستورد من هذه الأقطار بعض المواد الغذائية كالأرز والسكر وكذلك بعض المنتجات الصناعية، أما الوقت الحاضر وبعد فناء عدد كبير من المزارع، ونضوب العيون بسبب النفط ودفن البحر، أصبح اقتصاد القطيف يرتبط بالنفط بشكل أساسي اعتمادي، وتضاءلت أهمية الزراعة حتى انتهى بها الأمر إلى العزوف عن استيرادها واستهلاكها، وأدى ارتفاع دخل العاملين في قطاع النفط بالإضافة إلى جفاف العيون إلى العزوف عن العمل في الزراعة وايقاف تصدير التمور للخارج. يعتبر حقل القطيف من أكبر الحقول النفطية في السعودية، حيث أنه ينتج 800 ألف برميل يومياً. وبعد اكتشاف النفط توفرت فرص العمل وارتفع مستوى المعيشة وتطورت الأوضاع الاقتصادية والاجتماعية والعمرانية والصحية والتعليمية، لكنه أدّى لتدهور الصناعة المحلية والمهن التقليدية وهجر الزراعة وكساد التمور واستنزاف المياه الجوفية.

## صيد الأسماك

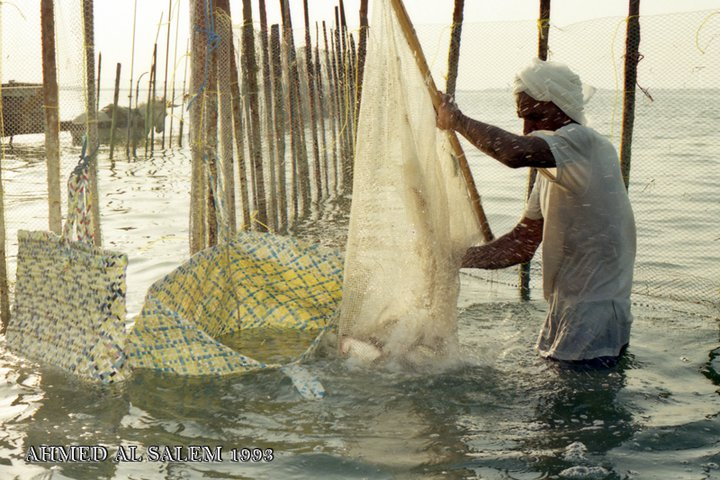
صياد يصطاد السمك المحبوس بداخل الحضرة، 1993م.

كان البحر مورد الدخل الرئيسي لمعظم سكان القطيف قديماً، لِذَا بَرُعوا في طرق صيد الأسماك لكون القطيف منطقة ساحلية غنية بثروة سمكية هائلة تشمل أنواع كثيرة من الأسماك والروبيان، وبالرغم من اتباعهم لوسائل الصيد التقليدية إلا أنها كانت توفر حاجاتهم من الأسماك التي يعتمدون عليها في غذائهم أكثر من اعتمادهم على لحوم الماشية ومن الطرق العديدة للصيد:
- الحدوق.
- لقطاعة.
- القرقور.
- الجاروف.
- السالية: وهي شبكة ذات فتحات واسعة تُصنع من القطن، وتُوضع في أطرافها حجارة، يرميها الصياد في البحر فتنتشر فوق سطح الماء وترسب عند القعر ثم يجذبها ويأخذ ما يكون قد علق بداخلها من أسماك.
- القمبار.
- الجلة.
- اللقية.
- الدوار.
- الجزافة.
- الحضرة أو الحضور: وتصنع من سعف وجريد النخيل وتُبنى على شكل بيوت مفتوحة من الجهة التي تواجه الساحل ويغمرها الماء أثناء المد، فتندفع الأسماك من المد إلى داخل الحضرة وعند حدوث الجزر تتجه الأسماك إلى المياه العميقة فتصادفها هذه الحواجز وتحجزها حتى يلتقطها الصيادون.

وأبرز أسماء هذه الحضور الموجودة أو التي كانت متواجدة:
- أم الحشيش.

- أم الطيور.
- أم عمامه.
- أم القفاص.
- أم ربيع.
- أم ديلات.
- أم الخضر.
- أم عنيزيز.
- أم اعزار.
- أم ازقاق.
- أم ديجله.
- أدويبل.
- الأعلام.
- بدع جاسم.
- بدع الزهرة.
- بدع راشد.
- البديعة.
- التومية.
- سميكات.
- ويخات.
- الشملية.
- الحسينية.
- الخايسة.
- الحصيصيصة.
- الحصامة.
- خرابيش.
- حوشان.
- الغنامية.
- العساكرة.
- الواسطة.
- تلاويس.
- الفاشورية (مكان بندر دارين).
- القطيعة.
- القطفية.

### مراحل صيد السمك

#### المرحلة الأولى
بعد صلاة الفجر يبدأ البحارة برفع السن (المرساة) ومن ثم التجديف من مكان المبيت وهو عادة ما يكون في مكان ضحل المياه تحسبا لأية رياح غير متوقعة، ثم يذهبون إلى مكان الهير وهو عادة لا يكون بعيدا ويمكنهم التجديف للمسافة المطلوبة وعندما يصلون يلقون المرساة ويبدؤن العمل.

#### المرحلة الثانية
ينزل الغيص أو (الغواص) إلى الماء ويكون ممسكا بحبل قصير اسمه (القلطه) بفتح القاف وهو مربوط في أحد مجاديف السفينة والغيص هو الذي يجهز الحبل وهو فوق سطح الماء، حتى لا يكون مربوطا في مكان آخر مما يجعله يعود من منتصف الطريف إلى قاع البحر.
يضع الغيص الفطام في أعلى أنفه (الفطام هي المسماة بالشباصه التي تمسك الثياب المغسولة بحبل الغسيل حتى لا تتطير مع الرياح) ينتهي الفطام بحبل رفيع يلف حول الرقبة ويضع (الديين وهي السلة أو الوعاء الذي يجمع فيه المحار) على رقبته، بعدها يضع الغواص (الزيبل) وهو الحب الذي يربط به الحجر لإنزال الغيص إلى قاع البحر بسرعة، بعدها يضع حبل (الأيده) وهو حبل الأنقاد الذي يجره (السيب) وهو الشخص الذي يقف على سطح السفينة ومهمته انقاد الغيص وهو نفس الشخص الذي يستقبل شحنة المحار من الغيص، وهذه العملية تأخذ من الزمن من دقيقه إلى ثلاث دقائق ونصف، وتسمى العملية (تبه) بتشديد الباء ويستطيع الغيص الماهر أن يغوص 90 تبه في النهار.

#### المرحلة الثالثة
أما عملية الغيص تحت الماء فعندما يعلم السيب بوصول الغيص إلى القاع يقوم السيب بسحب الزيبل الذي به الحجر حيث لم يعد الغيص بحاجة إليه، وتبدأ عملية جمع المحار واقتلاعه قاع البحر حيث لا توجد صعوبة في اقتلاع المحار من القاع ولكن هناك بعض الغاصة يضعون في أيديهم ما يسمى (خبطه) المصنوعة من الجلد والتي تقيهم من بعض الجروح التي تصيبهم أثناء التقاط المحار والتي تسمى حاليا (القلفز) أو (البسوس) المستعملة للبناء أو المستعملة في تدفئة اليدين ووقايتهم من البرد وهي كثيرة الاستعمالات في حاضرنا.

#### المرحلة الرابعة
إذا انتهى الغيص من جمع المحار أو ملئ الديين أو قبل شعوره بأن نفسه سوف ينتهي يجر حبل الأيده والذي يكون السيب ينتظر هذه الإشارة وهي إشارة السحب وسحب الغيص من قاع البحر، وفي هذه الحالة يكون الغيص قد وضع الديين الذي كان معلقا في رقبته يضعه في يده وهو ممسك الحبل باليد الأخرى بينما السيب يسحبه.

#### المرحلة الأخيرة
عندما يصل الغيص إلى سطح الماء وهذا طبعا قرب السفينة يناول الغيص السيب الديين الذي معه حتى يفرغ ما فيه من المحار في (الكيسة) وهو وعاء ثاني موجود عند السيب على سطح السفينة وعندما ينشغل السيب بتفريغ المحار في الكيسة يعد الغيص نفسه لتبة أخرى ويكون قد اعد لنفسه القلطة بعدها يأخد له نفس عميقا من الهواء ويعاود الكره، وكان يسمى النفس لدى البحارة (نسم).

### أنواع السمك في القطيف
يتجاوز عدد أسماك الخليج العربي 400 نوع، ويعود هذا التنوع البيولوجي الحيوي إلى وفرة روافد المياه العذبة، كالفرات ودجله وقارون التي تغذي مياه الخليج العربي. وتتجمع مياه هذه الروافد جميعها في شط العرب إلى أن تصب في الخليج. هذا بالإضافة إلى الينابيع البحرية العذبة، التي تقدر بنحو 200 عين. حيث كان يستقي الغواصون منها، مما جعل نسبة الملوحة تقل عنها في البحر الأحمر، وكذلك المواد العضوية المنطلقة من الأنهار، توفر للأسماك غذاءها. قدرت منظمة الأغذية التابعة للأمم المتحدة الثروة السمكية الاحتياطية في الخليج العربي بمليون طن.
وخليج القطيف المتفرع من الخليج العربي تصب فيه فضلات مياه الواحة الغنية بالمواد العضوية، مما جعل مياهه تزخر بثروة سمكية. ومن أنواع الأسماك التي تُصطاد بشكل شائع في المنطقة:

#### أسماك كبيرة
الكنعد، الهامور، السُوَّد، السكن، القدّ، أحمر، الفرد، الحاقول، الجبّ، كُفدار، بنت الطير، ثور، بقرة، أوذني، سمان، ضلع، سبيطي، شخل، فرش، قين، عماد، حمام عربي، خزرم، شعري، بياض.

#### أسماء صغيرة
الصافي، قرقفان، مُجوَّي، بطان، فسكر، أحمر، صُنيفي، حَيسون، راعي، جنم، با شخين، شحدود، سلس، وحر، ميد، جواف، زمرور، نعيمي، خوقع، ربيب، حمام، بيسر، جراد، نيتر، عنقود، فطام، سنور، جنيس، تيتي، بُني، عراضي، لزاق، دويلمي، عُوم، كاسُور، بدح، خاخون، زراق، إغلي، بزيمي، بياح، شعِم. بالإضافة إلى الربيان (الجمبري) الذي يوجد بكثرة في شواطئها الضحلة.

##### سوق السمك
تضم مدينة القطيف أحد أوفر أسواق السمك في الخليج العربي، حيث يستقبل ويصدر الأسماك لأسواق المنطقة. يعتمد السوق في قوته على مقدار الكميات من الأسماك التي تطرح في السوق يومياً من فرضتي القطيف ودارين.

## استخراج اللؤلؤ

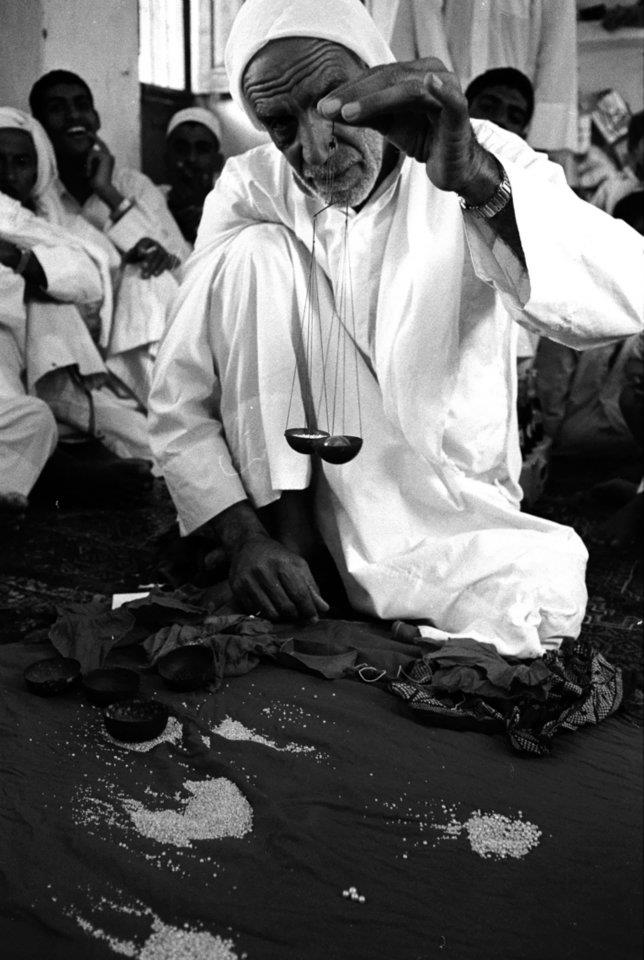
الطواش علي عبد الله الحبيب

كان اللؤلؤ الذي يستخرج من جوف البحر أهم مورد اقتصادي في القطيف بعد الزراعة، حيث إنه مورد ثراء مجموعة من السكان خاصة الطواشين والنواخذة، وقد كان صيد اللؤلؤ حتى وقت قريب العمل الرئيسي لسكان القرى الساحل في منطقة القطيف. ويبدأ موسم صيد اللؤلؤ من شهر مايو/آذار حتى نهاية شهر سبتمبر/أيلول حيث كان يجلب دخل جيد إلى جانب محصولات الزراعة، ويسهم فيه الحضر والبدو، وكان محصول استخراج اللؤلؤ يقدر بأربعة ملايين وستمائة ألف روبية هندية في ذلك الوقت، حيث كانت تجارة اللؤلؤ تجذب المشتغلين فيها، وفي أيام ازدهاره يلجئ الكثير من المزارعين للانخراط فيه لأرباحه الكثيرة مقارنة بأعمال الزراعة التي يعتبر دخلها محدود مقارنة بصيد اللؤلؤ. وكانت تجارة اللؤلؤ نشطة جداً قبل ان يتوصل اليابانيون للؤلؤ الصناعي، حيث كان يحصل تجارها على أرباح كثيرة جداً، فهم يتاجرون بمحصولات اللؤلؤ فيصدرونه إلى بلاد الهند، ويقومون بتجهيز عاملي الغوص ومؤونتهم، ولكن بعد نشاط زراعة اللؤلؤ الصناعي في اليابان، انخفضت أسعار اللؤلؤ مما أدى إلى كساد وفناء هذا المورد الاقتصادي الهام، وأصبحت الطبقة العاملة في اللؤلؤ والغوص طبقة معدمة، بعدما كانوا في رخاء وبذخ.
ويمكن تقسيم الأفراد الذين يرتبطون بعمليات صيد اللؤلؤ إلى فئتين هما: فئة الممولين وفئة العاملين. ومن فئة الممولين يعتبر المقسم الرجل الثري الذي يمول سفينة الغوص بما يحتاجونه إضافة إلى إعالة البحارة والغواصين في فترة عملهم، وقد كان للمقسم سيطرة قوية على عمليات صيد اللؤلؤ. ويعتبر النوخذه وهو قائد السفينة الذي يأمر بما يراه مناسباً وله الطاعة والسمع والأحترام من قبل البحارة بصفته ربان السفينة وإليه يؤتمن محصول اللؤلؤ وبيعه، حيث يقسم الثمن فيما بينهم بنسب معينة متفق عليها بعد خصم تكاليف نفقتهم، فيأخذ الخمس، ويعطي ماتبقى بنسبة 60% للغواص و40% للسيب ويعطي للرضيف نصف مايعطي للسيب، ومن الممكن أن تكون نصف السفن ملكهم والنصف الآخر مستأجراً لشخص أو يكون مجرد موظف لدى صاحب السفينة.
وتتوزع الأعمال لدى فئة العاملين حسب الاختصاص، فالغواص هو الشخص المكلف بالبحث عن الصدف في أعماق البحر، والسيب هو الشخص الذي يرعى الغواص ويشرف على خدمته أثناء نزول البحر ويتلقى الإشارة منه، أما عن الرضيف فهو الشخص الذي يساعد السيب ويشرف على خدمة البحارة، والتباب هو الذي يكون في دور التمرين على العمل، والنهام هو الذي يقوم بالترفيه عنهم فيعطي بهجة بأغانيه ومواليله ليريحهم عناء المتاعب والمشاق.
ويحدد النوخذه يوماً لإحضار الأدوات والمعدات اللازمة للغوص والمؤنة والتتن ليكونوا على أتم الاستعداد للإبحار، وفي عصر اليوم المحدد يقوم البحارة بسحب اللنجات والقوارب بعيداً عن الشاطئ، ويبلغ عدد البحارة من ثلاثين إلى تسعين أو مائة وعشرين فرداً حسب كبر المحمل وصغره. ووقت الدشة تدخل اللنجات عرض البحر مودَعين من قِبل ذويهم وأهاليهم وأحبابهم بالأدعية الطيبة، ثم يأخذ كل بحار مكانه على ظهر السفينة، فالنوخذه يخصص له مكان في مؤخرة السفينة وكذا رئيس المحمل أو من ينوب عنه وكبار البحارة حيث يكون مجلسهم ومعيشتهم طوال فترة الرحلة. كما يوجد مكان للسكونية والغواصين، أما باقي البحارة كالسبب والتباب والرضيف ومن في مستواهم فمكانهم عادة يكون وسط السفينة.
بعد أن يتم تحديد أماكن الغواصين تتحرك السفينة بأمر من النوخذه إلى مغاصات اللؤلؤ وهي مواطن اللؤلؤ وهي تتميز بأرضها الصلبة فيزدهر فوقها الصدف، ولها مواضع معروفة تختلف في العمق بين 6 أمتار و30 متر ويعتمدوا في سيرهم على البوصلة والتي يطلق عليها الديرة، ومواقع النجوم إذا حل الليل، إلى جانب خبرة البحارة التامة بقياس أعماق البحر ومعرفة الاتجاهات ومواطن انتشار الهيرات وأماكن الصخور والشُعب المرجانية والأسماك المتوحشة إضافة إلى معرفتهم بالحالة الجوية وغيرها.
ينقسم تجار اللؤلؤ إلى فئتين: فئة التجار، وفئة الطواويش، أما التجار فهم الذين يتعاملون بالجملة أو الذين تأتيهم بضاعتهم حتى محلاتهم التجارية، وهم يشترونها نقداً ولهم صلة بأسواق بمباي والكويت والبحرين.أما الطواويش فهم صغار التجار، وعلى هؤلاء أن يبحثوا عن اللآلي في مناطق استخراجهم، فيذهبون إلى السفن والمراكب ويشترون ما يجدونه منها نقداً أو يبادلونه بالمواد التموينية مما يحتاج إليه الغواصون ثم يبيعون ما يجمعونه إلى التجار، وهناك فئة أخرى من الطواويش ينتظرون البحارة على السواحل ليشترون اللؤلؤ ويبيعونها بالطريقة التي تناسبهم وهي فئة قليلة.وتسمى اللؤلؤة الواحدة حصبات والجمع حصابي، وللحصبات أسماء مختلفة تعرف بواسطة غرابيل أعدت لذلك وتسمى طوس والواحدة طاسة وتركب الواحدة داخل الأخرى فما لا يسقط من الغربال الأول يسمى رأساً ومايمسكة الثاني يسمى بطناً وما يبقى في الثالث يسمى ذيلاً والباقي يسمى سحتيتاً، كما أن هناك دلال للؤلؤ وهو الذي يقوم بدور الوسط بين الطواش وبين التاجر وله عمولة من كلا الطرفين، ويكون في العادة أقرب إلى جانب التاجر منه إلى جانب الطواش.
وللبحر موارد أخرى غير استخراج المحار وصيد الأسماك، بل هناك الملح الذي يحصلون عليه من أماكن معينة عندما تجف المياه على الأرض الساحلية.
بدأت مهنة الغوص بالانهيار منذ نجحت زراعة اللؤلؤ الصناعي في اليابان، فأدت كثرة نتاجه إلى هبوط إقيام اللؤلؤ الطبيعي وكساده في الأسواق العالمية، فتضاءلت موارد الغوص التي كانت تدر الملايين على تجار اللؤلؤ والعاملين في هذه المهنة، حتى أدت النتيجة إلى خسائر فادحة عند التجار والممولين، وإلى تفشي البطالة في صفوف اليد العاملة فيه وانتهى الأمر إلى العزوف عن هذه المهنة والتحاق أكثريتهم في أعمال صناعة البترول.

## الزراعة

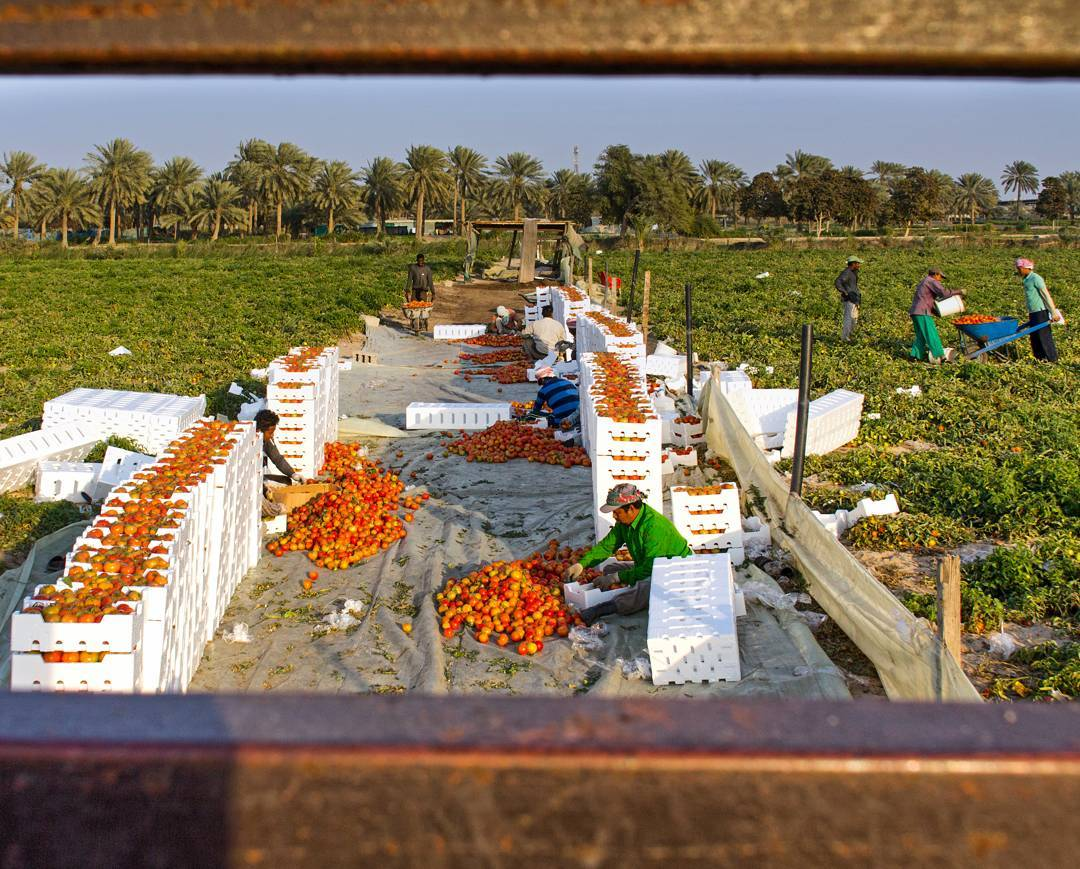
حصاد الطماطم

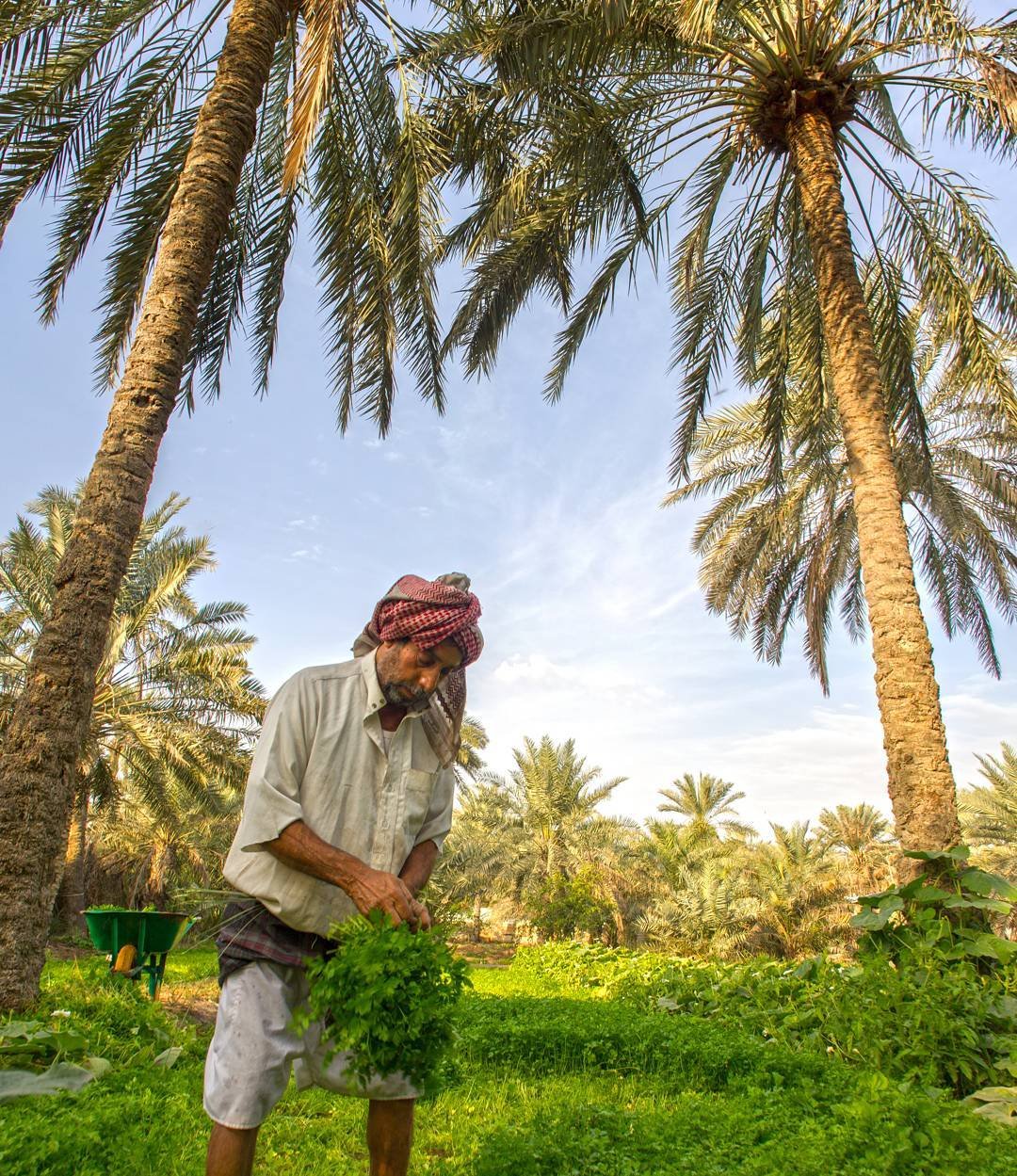
حصاد الورقيات، كالجرجير، والبقدونس، والخس وغيرها.

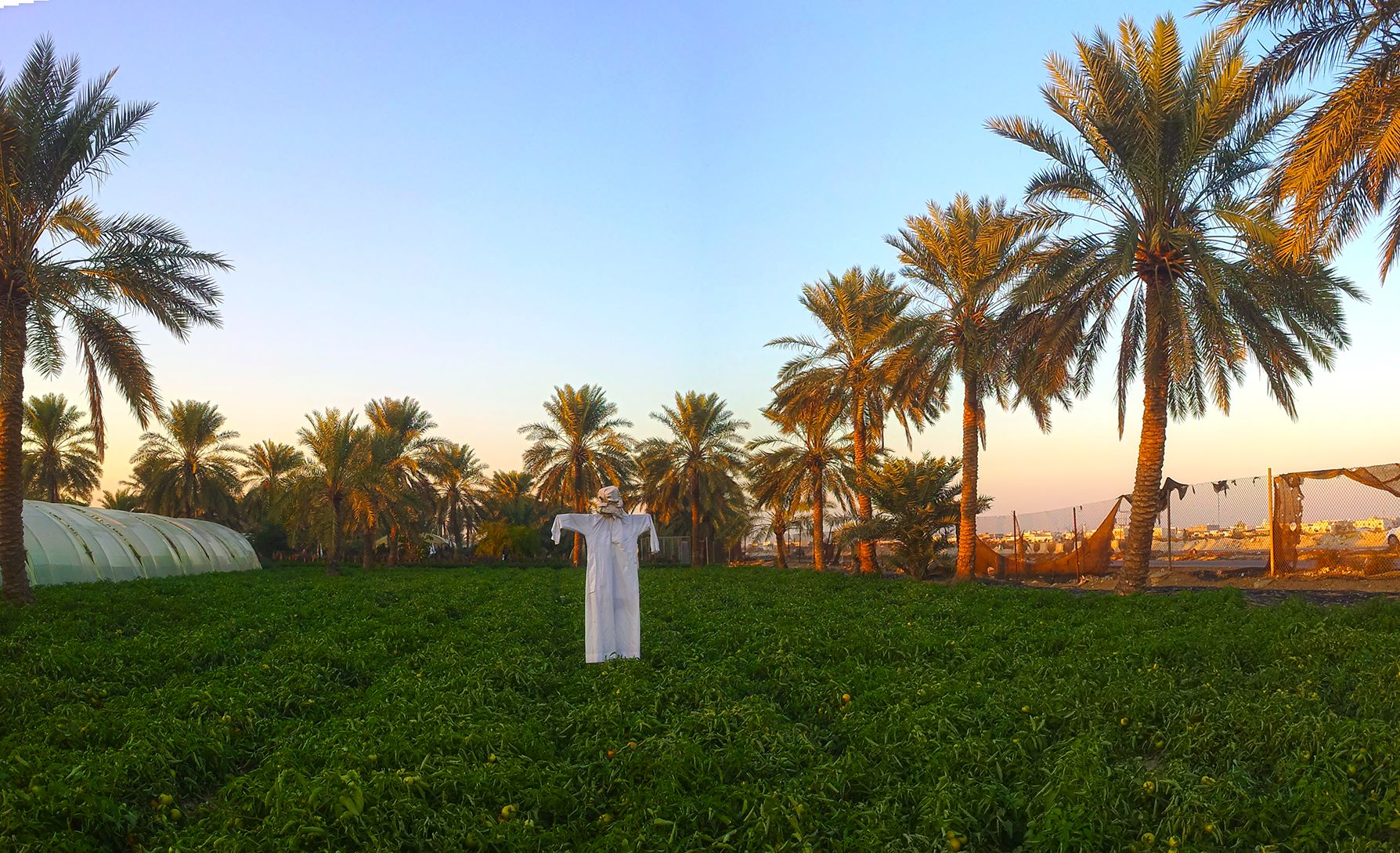
حقل زراعي في القطيف

واحة القطيف منذ القدم تعتبر أرضاً خصبة ومتوفرة المياه، فقام الفلاح القطيفي بحرث الأرض واستصلاحها وزرعها واستغلال خيراتها الممثلة في ثمار النخيل، والحمضيات والفواكه والخضراوات. وكان لاكتشاف النفط في المنطقة الشرقية من المملكة، دور كبير في صرف معظم الفلاحين عن مزاولة الزراعة، فاتجهوا إلى الانخراط في أعمال الزيت مما أدى إلى كساد الزراعة وإهمالها.
تعتبر النخلة أهم شجرة مثمرة إلى جانب زراعة غلات البرسيم والأرز، كما يزرع بالقطيف كميات من الخضر تشمل البصل والبقل والفجل والطماطم وكذلك بعض الفاكهة خاصة العنب، وتروى هذه النباتات من مياه الآبار الجوفية التي تشتهر بها منطقة القطيف، فهناك بعض الأشخاص الذين يقومون ببيع بعض الخضار والفاكهة باستعمال الحمير وذلك بوضع مرحلتين على جانبي الحمار ويقوم بالتجوال بين الأحياء والسكيك في القرى الصغيرة وأكثر ما يباع في هذه الحالة على الأطفال الرمان، الكنار، اللوز وغيرها، كما يبيع بعض الأهالي الخضار المذكورة والرطب واللومي، وفي بعض الأحيان يقوم الأهالي بإعطاء البائع فتات الخبز والرطب والتمر الغير مرغوب فيه أو النواة مقابل إعطائهم شيء من هذه المحاصيل حيث يستخدم الخبز والتمر علفاً للحيوانات.
و تصنع السلال من أغصان شجرة الرمان والعنب وأعواد الحيزران ومنها سلال الملابس حيث تصنع من أعواد الحيزران ويلون بعضها بأصباغ مختلفة وتتكون من قطعتين وهي القاعدة حيث توضع الملابس بداخلها والأخرى الغطاء بالإضافة إلى تاج يوضح فوق الغطاء، متصلاً به وتستخدم هذه السِلال لحفظ ونقل الملابس ومنها نقل الملابس العروس إلى بيت زوجها وكان معظم من يمارس هذه المهنة نساء من المنطقة وخاصة أهالي الفلاحين.
كما أن أغلب مزارعي القطيف يسوقون منتوجاتهم الزراعية بأنفسهم إذ يحملون منتوجاتهم على القواري وهو حمار تجره عربة ويتجولون في القرى لبيعها، إلا أن أغلب الإنتاج يشتريه التجار من المزارعين مباشرة، وبدوره ينقله إلى دول الخليج العربي وخاصة الكويت والبحرين وعمان، وربما كانت أخطر مشكلة تواجه الخضّار أو التاجر تصدير منتوجاته حيث أن المنتوجات لا تعبأ تعبئة تيسر نقلها، فكانوا يستخدمون لها أقفاصا تعمل على جريد النخيل مع تغطية فراغات القفص ببعض أوراق الأشجار ثم تسويقها. ويسمى الشخص الذي يقوم بتقطيع جذوع النخل بواسطة القدوم بالمسجن، وهو يقطعها للاستفادة منها في تسقيف البيوت والمساجد وعمل مطاعم للأبقار والمواشي (والمطعم عبارة عن عمل فتحة كبيرة في جذع النخلة لوضع التمور والأعلاف بداخلها)، وعمل الهاون، المخصص لطحن الحبوب بكميات صغيرة وتسقيف القبور، كما يستخدم وقود لتنور الخبازين ويسمى السجين ويستغل المسجن النخيل التي تسقط بسبب الرياح أو التعمد بإسقاطها لعدم إثمارها أو لإصلاح الأرض وتنظيم ريها.

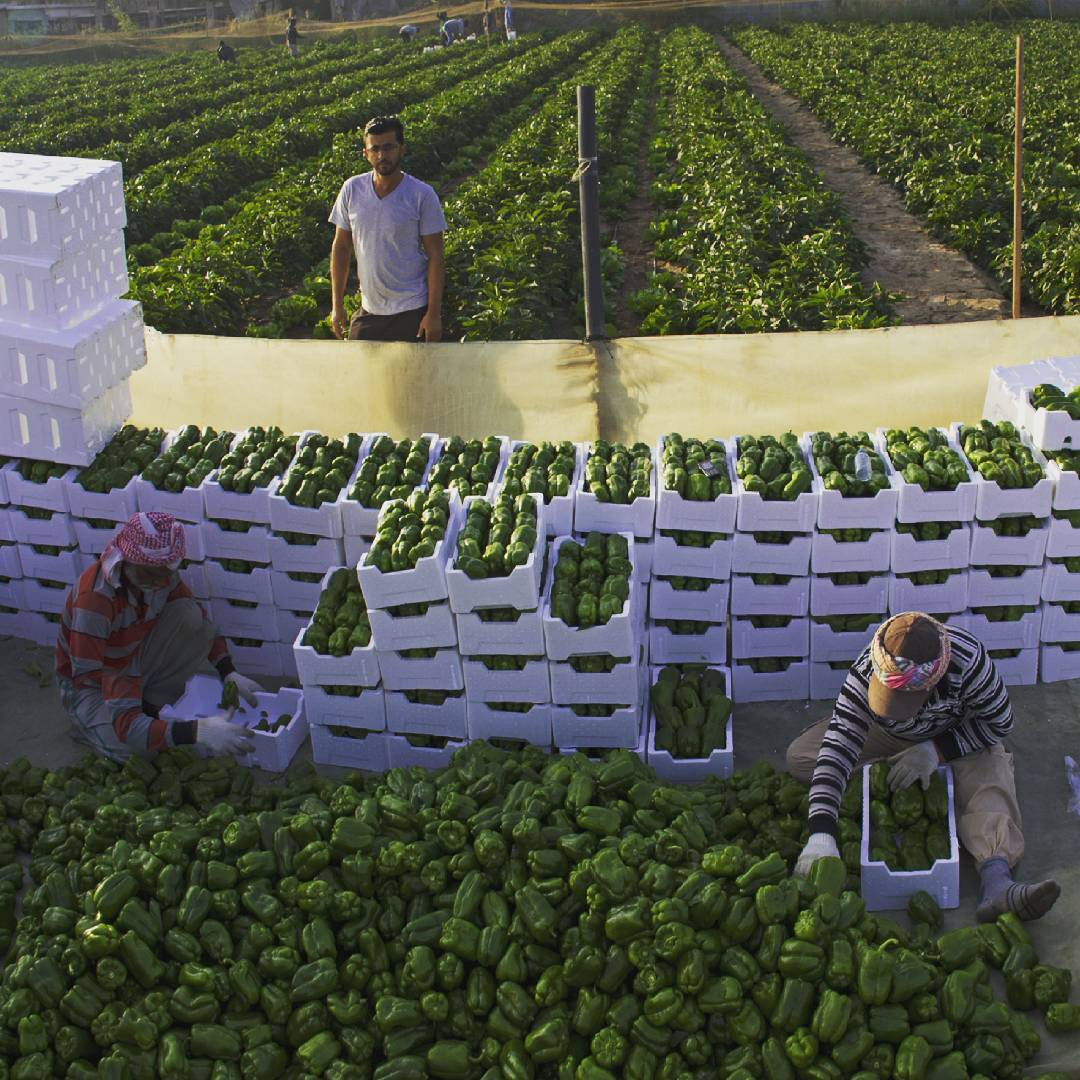
حصاد الفلفل الأخضر

ويقوم رواس النخل وهو الذي يكون متواجد في النخل أو المزرعة وقت الري، يقوم بتعديل مجرى الماء وتوجيهه إلى المشارب، ولابد لهذا العامل أن يكون فلاحاً عارفاً بالكمية المطلوبة من الماء لأنواع المزروعات، وذو مهارة بعمله ومثله من يعمل بالجازرة وهي طريقة ري المزروعات بواسطة الدواب كالثيران أو الحمير أو البقر، وقد استخدمها الروّاس قديماً قبل معرفتنا بالآلات الزراعية الحديثة التي تضخ الماء حسب الطريقة العلمية.
وفي نوفمبر سنة 1962م وقعت السعودية مع منظمة الأغذية والزراعة الدولية اتفاقية إنشاء محطة تجارب زراعية في القطيف، وكان الهدف منها رفع مستوى الإنتاج الزراعي عن طريق تحسين مختلف أنواع المحاصيل الزراعية وتنمية الثروة الحيوانية، وذلك بإجراء تجارب عديدة بحثاً عن الاصناف الأكثر جودة والأوفر إنتاجاً بالإضافة إلى دراسة التربة ومعالجتها ومعرفة الطفيليات وفعاليات المبيدات الحشرية وتحسين وسائل الرى والصرف ودراسة المشاكل الزراعية وإدخال الخبرة الحديثة والتركيز على المحاصيل ذات الأهمية كالخضار والفاكهة وتدريب المزارعين والفاكهة وتدريب المزارعين، وفي ديسمبر من نفس العام بدئ بتنفيذ المشروع بواسطة شركة هولندية ومدته خمس سنوات، على أن تقوم المنظمة بالمساعدة الفنية وتقديم الخبراء، بينما تقوم الدولة بالمصاريف الأخرى وقد اختير موقع المحطة بين سيهات والقطيف إلى الغرب من عنك فاقيمت على مساحة 150 هكتاراً، وهي ترتفع عن سطح البحر من 3.57م إلى 4.75م، حيث حفرت فيها ثلاثة آبار ارتوازية، تغطي جميعها مايزيد على 200 لتر في الثانية، ضمن شبكة منتظمة، وتحتوى على ورشة كاملة بالمعدات الزراعية ومساكن ومكاتب، حيث كان يعمل فيها ثمانية من المهندسين والخبراء و134 من الموظفين والعمال وقد تسلمت الدولة ادارتها عام 1969م وظلت تحت اشرافها، وقد أجريت تجارب عدة على اصناف من الملفوف والكرنب والزهرة والشمام والبطيخ والبامية والطماطم والباذنجان وغيرها.
صمدت الزراعة حتى بعد الحرب العالمية الثانية وكان إنتاج التمور يشكل أهم مورد اقتصادي للبلاد، حيث كان يُصَدَّر منها إلى الهند وبلاد الخليج بكميات كبيرة، إلا أنها بعد اكتشاف البترول وتحسن مستوى المعيشة عند سكان الخليج بصورة عامة. تضاءلت أهميتها حتى انتهى بها الأمر إلى العزوف عن استيرادها واستهلاكها، وخصوصاً بعد تنامي أعمال صناعة البترول الذي أدى إلى امتصاص اليد العاملة في الفلاحة، فارتفعت الاجور في الوقت الذي تدهورت فيه إقيام التمور وأصبحت لا تغطي تكلفة الإنتاج، بالإضافة إلى نضوب أكثرية العيون القديمة نتيجة سحب النفط المتواصل، وأدت النتيجة إلى إهمال النخيل ودمار تلك الثروة الزراعية العريقة التي لا تعوض.

## النخيل

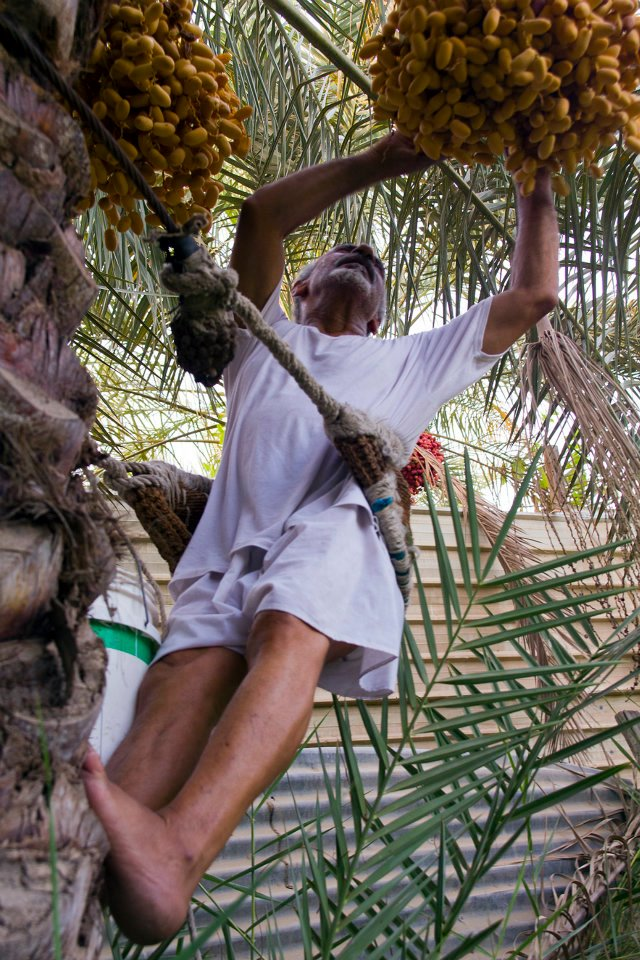
مزارع قطيفي يقوم بحصاد التمر

يبدأ نضج الرطب في يوليو بصنف الطيارى والماجي والبكيرة، ثم تتوالى تباعاً باقي الأصناف كالغرى والخلاص والخنيزي والحلا وآخرها صنف الحجوب (خصاب العصفور)، وينتهي في أواخر نوفمبر. ويعتبر تمر الخنيزي والخلاص والغرى والشيشي والحّلا والأحمر من أغلى أنواعهاوتصنف باسم الميرة ويمكن تعبأتها وقد يضاف إليها السمسم والفوطن. ومن أنواع التمر الشائعة في القطيف هي :
- الخنيزي : ويعتبر من أكثر الأصناف شيوعاً في القطيف حيث تبلغ نسبته حوالي 60% من مجموع النخيل في القطيف.
- البكيرة : ويبلغ تعداده حوالي 15% من نخيل القطيف.
- الغرة (الغرى) : يبلغ تعداده حوالي 6% من مجموع نخيل القطيف.[9]
- الخلاص
- الماجي
- الطياري
- الحلاّ
- الأحمر
- الأبيض
- بنت البقوص
- الصباوة
- خصاب العصفور
- الشيشي
- خصبة الرزيز
- المكتوم
- الخواجي
- الهلالي

## التجارة
بدأت التجارة في القطيف تنخفض وتتدهور منذ أن بدأت تفقد مركزها الإستراتيجي، كمحطة وصل بين تجارة الشرق والغرب، وذلك بعد اكتشاف رأس الرجاء الصالح، ثم فتح قناة السويس حيث تحولت طرق التجارة العالمية عنها إلى غيرها، واقتصرت موانيها على التجارة المحلية للمنطقة، ثم تقلصت أخيرا بعد أن نشات مدينة الدمام، وتم بناء ميناء الملك عبد العزيز الذي استقطب النشاط التجاري وحركة الاستيراد والتصدير.

## النفط
أكملت أرامكو السعودية من تطوير حقل القطيف في شعبان، 1425هـ/أكتوبر، 2004م، ليتضمن برنامج معامل إنتاج لإنتاج ومعالجة ونقل 80,000 متر مكعب يومياً (500,000 برميل/يوم) من النفط الخام العربي الخفيف من حقل القطيف و48,000 متر مكعب يومياً (300,000 برميل/يوم) من النفط الخام العربي المتوسط من الحقل البحري أبو سعفة بمجموع (130,000 متر مكعب لكل يوم) (800,000 برميل لكل يوم) بالإضافة إلى 10 ملايين متر مكعب لكل يوم من الغاز، وفي شمال شرق القطيف يقع حقل الْبري البحري الذي تدرس أرامكو توسيع إنتاجيته ليصل لربع مليون برميل يومياً.
و تعمل شريحة كبيرة من سكان القطيف في صناعة النفط في شركات كأرامكو السعودية، وبيكر هيوز، وهاليبرتون، وشلمبرجير. وانتقل بعض الموظفين للإقامة في أماكن العمل كمدينة الظهران، لكن الأغلبية تقيم في القطيف، وتذهب ذهاباً وإياباً للظهران بواسطة السيارات أو بحافلات أرامكو السعودية برحلة تستغرق مدة 30 دقيقة. ويعمل آخرون في مصافي في رأس تنورة. وأخرون في شركات البتروكيماويات في الجبيل (تبعد 80 كم من القطيف)، البعض يذهب ذهاباً وإياباً والبعض انتقل للعيش في الجبيل. تعد سابك الموظف الأعلى للقطيفيين، والعديد من القطيفيون يعملون في شركات نفطية وبيتروكيميائية وهندسية، تكون إما متواجدة في الظهران، الخبر، الدمام، رأس تنورة، أو الجبيل.